# 精簡
在數學中，精簡（又稱化簡）提供表達簡單形式的重写逻辑。舉例：重寫成不可簡化分子和分母的分數被稱為「最簡分數」；在根號的符號下可能的最小整數之根號重寫邏輯表達則被稱為「最簡根號」。

## 代數
在線性代數中，精簡提供了運用簡單一系列方程和矩陣的規則改變它們變成較為簡單的形式。在矩陣的情況下，其過程包含矩陣的每一行或每一列，通常分別被簡稱為「行精簡」或「列精簡」。通常精簡的目標用在變化矩陣中有它的「简化列阶梯形矩阵」之用法。這些都是高斯消去法之全域。

## 微積分
在微積分學中，精簡提供了分部積分法的使用技巧來評估每一類型的積分並透過精簡它們成為較為簡單的形式。

## 靜態（居庸）精簡
在動態分析中，靜態精簡可提供精簡自由度的數量，也可被使用於有限元素分析的動態中所提供線性代數的問題簡單化。由於靜態精簡需要幾個反轉的步驟，並且它是昂貴的矩陣運算以及容易出現一些錯誤的解決程式。考慮到下列系統關於有限元素分析問題的線性方程式：
{\displaystyle {\begin{bmatrix}K_{11}&K_{12}\\K_{21}&K_{22}\end{bmatrix}}{\begin{bmatrix}x_{1}\\x_{2}\end{bmatrix}}={\begin{bmatrix}F_{1}\\F_{2}\end{bmatrix}}}
由K、x、f所組成的子矩陣，假設F2確定為0，x1為期望值，K可被精簡成下列系統的等式
{\displaystyle {\begin{bmatrix}K_{11,reduced}\end{bmatrix}}{\begin{bmatrix}x_{1}\end{bmatrix}}={\begin{bmatrix}F_{1}\end{bmatrix}}}
K11,reduced可透過寫出的方程組得到如下：
{\displaystyle K_{11}x_{1}+K_{12}x_{2}=F_{1}\quad {\text{(Eq. 1)}}}
{\displaystyle K_{21}x_{1}+K_{22}x_{2}=0.\quad {\text{(Eq. 2)}}}
等式（2）可解得{\displaystyle x_{2}}（假設{\displaystyle K_{22}}的可逆性）
{\displaystyle -K_{22}^{-1}K_{21}x_{1}=x_{2}.}
代入（1）得
{\displaystyle K_{11}x_{1}-K_{12}K_{22}^{-1}K_{21}x_{1}=F_{1}.}
因此
{\displaystyle K_{11,reduced}=K_{11}-K_{12}K_{22}^{-1}K_{21}.}